# Bermbach (Weilburg)
Bermbach ist ein Stadtteil von Weilburg im mittelhessischen Landkreis Limburg-Weilburg. Das Dorf ist der kleinste Stadtteil von Weilburg.

## Geografie
Der Ort liegt im östlichen Hintertaunus, östlich der Weilburger Kernstadt und direkt an der Kreisgrenze zum Lahn-Dill-Kreis. Höchster Punkt bei Bermbach ist der Grauenstein mit 349 Metern (über NN).
Nachbarorte sind Laimbach (südwestlich), Hirschhausen (nordwestlich), Philippstein (nordöstlich) und Altenkirchen (östlich).

## Geschichte

### Ortsgeschichte
Die älteste bekannte schriftliche Erwähnung von Bermbach  erfolgte unter dem Namen Barenbach im Jahr 772 im Lorscher Codex einem Güterverzeichnis des Klosters Lorsch. Eine weitere Erwähnung erfolgte 1253, als das Kloster Altenberg einen Hof zu Bereinbach von dem Wetzlarer Rudolf von Garbenheim erhält.
Bis zum Deutschen Krieg 1866 gehörte Bermbach zum Herzogtum Nassau. Nach der darauf folgenden Annexion durch Preußen wurde Bermbach als eigenständige Gemeinde Teil des neugeschaffenen Oberlahnkreises in der preußischen Provinz Hessen-Nassau.
Hessische Gebietsreform (1970–1977)
Zum 31. Dezember 1970 fusionierten im Zuge der Gebietsreform in Hessen die bis dahin selbstständigen Gemeinden Ahausen, Bermbach, Drommershausen, Gaudernbach, Hasselbach, Hirschhausen, Kirschhofen, Odersbach und Waldhausen und die Stadt Weilburg auf freiwilliger Basis zur erweiterten Stadt Weilburg. Dadurch wurde Bermbach ein Stadtteil von Weilburg.
Für die ehemals eigenständigen Gemeinden sowie für die Kernstadt wurde je ein Ortsbezirk mit Ortsbeirat und Ortsvorsteher nach der Hessischen Gemeindeordnung gebildet.

### Verwaltungsgeschichte im Überblick
Die folgende Liste zeigt die Staaten bzw. Herrschaftsgebiete und deren untergeordnete Verwaltungseinheiten, in denen Bermbach lag:
- 772: Frankenreich, Lahngau (in pago Logenehe)
- bis 1806: Heiliges Römisches Reich, Fürstentum Nassau-Weilburg, Amt Weilburg
- ab 1806: Herzogtum Nassau, Amt Weilburg
- ab 1815: Herzogtum Nassau, Amt Weilburg
- ab 1849: Herzogtum Nassau, Kreisamt Hadamar
- ab 1854: Herzogtum Nassau, Amt Weilburg
- ab 1867: Norddeutscher Bund[Anm. 1], Königreich Preußen, Provinz Hessen-Nassau, Regierungsbezirk Wiesbaden, Oberlahnkreis
- ab 1871: Deutsches Reich, Preußen, Königreich Provinz Hessen-Nassau, Regierungsbezirk Wiesbaden, Oberlahnkreis
- ab 1918: Deutsches Reich, Freistaat Preußen, Provinz Hessen-Nassau, Regierungsbezirk Wiesbaden, Oberlahnkreis
- ab 1944: Deutsches Reich, Freistaat Preußen, Provinz Nassau, Oberlahnkreis
- ab 1945: Amerikanische Besatzungszone, Groß-Hessen, Regierungsbezirk Wiesbaden, Oberlahnkreis
- ab 1946: Amerikanische Besatzungszone, Land Hessen, Regierungsbezirk Wiesbaden, Oberlahnkreis
- ab 1949: Bundesrepublik Deutschland, Land Hessen, Regierungsbezirk Wiesbaden, Oberlahnkreis
- ab 1968: Bundesrepublik Deutschland, Land Hessen, Regierungsbezirk Darmstadt, Oberlahnkreis
- ab 1971: Bundesrepublik Deutschland, Land Hessen, Regierungsbezirk Darmstadt, Oberlahnkreis, Stadt Weilburg[Anm. 2]
- ab 1974: Bundesrepublik Deutschland, Land Hessen, Regierungsbezirk Darmstadt, Landkreis Limburg-Weilburg, Stadt Weilburg
- ab 1981: Bundesrepublik Deutschland, Land Hessen, Regierungsbezirk Gießen, Landkreis Limburg-Weilburg, Stadt Weilburg

### Bevölkerung
Einwohnerentwicklung
| Bermbach: Einwohnerzahlen von 1834 bis 2020 | Bermbach: Einwohnerzahlen von 1834 bis 2020 | Bermbach: Einwohnerzahlen von 1834 bis 2020 | Bermbach: Einwohnerzahlen von 1834 bis 2020 | Bermbach: Einwohnerzahlen von 1834 bis 2020 |
| --- | ------------------------------------------- | ------------------------------------------- | ------------------------------------------- | ------------------------------------------- |
| Jahr |                                             |                                             |                                             | Einwohner                                   |
| 1834 | 1834                                        |                                             | 131                                         | 131                                         |
| 1840 | 1840                                        |                                             | 137                                         | 137                                         |
| 1846 | 1846                                        |                                             | 150                                         | 150                                         |
| 1852 | 1852                                        |                                             | 155                                         | 155                                         |
| 1858 | 1858                                        |                                             | 160                                         | 160                                         |
| 1864 | 1864                                        |                                             | 172                                         | 172                                         |
| 1871 | 1871                                        |                                             | 191                                         | 191                                         |
| 1875 | 1875                                        |                                             | 199                                         | 199                                         |
| 1885 | 1885                                        |                                             | 229                                         | 229                                         |
| 1895 | 1895                                        |                                             | 200                                         | 200                                         |
| 1905 | 1905                                        |                                             | 202                                         | 202                                         |
| 1910 | 1910                                        |                                             | 202                                         | 202                                         |
| 1925 | 1925                                        |                                             | 214                                         | 214                                         |
| 1939 | 1939                                        |                                             | 199                                         | 199                                         |
| 1946 | 1946                                        |                                             | 315                                         | 315                                         |
| 1950 | 1950                                        |                                             | 308                                         | 308                                         |
| 1956 | 1956                                        |                                             | 306                                         | 306                                         |
| 1961 | 1961                                        |                                             | 295                                         | 295                                         |
| 1967 | 1967                                        |                                             | 296                                         | 296                                         |
| 1970 | 1970                                        |                                             | 294                                         | 294                                         |
| 1980 | 1980                                        |                                             | ?                                           | ?                                           |
| 1990 | 1990                                        |                                             | ?                                           | ?                                           |
| 2000 | 2000                                        |                                             | ?                                           | ?                                           |
| 2011 | 2011                                        |                                             | 393                                         | 393                                         |
| 2016 | 2016                                        |                                             | 376                                         | 376                                         |
| 2020 | 2020                                        |                                             | 368                                         | 368                                         |
| Datenquelle: Historisches Gemeindeverzeichnis für Hessen: Die Bevölkerung der Gemeinden 1834 bis 1967. Wiesbaden: Hessisches Statistisches Landesamt, 1968. Weitere Quellen: LAGIS; Stadt Weilburg; Zensus 2011 |                                             |                                             |                                             |                                             |

Einwohnerstruktur 2011
Nach den Erhebungen des Zensus 2011 lebten am Stichtag dem 9. Mai 2011 in Bermbach 393 Einwohner. Darunter waren 6 (1,5 %) Ausländer.
Nach dem Lebensalter waren 75 Einwohner unter 18 Jahren, 165 zwischen 18 und 49, 84 zwischen 50 und 64 und 72 Einwohner waren älter.
Die Einwohner lebten in 156 Haushalten. Davon waren 42 Singlehaushalte, 36 Paare ohne Kinder und 57 Paare mit Kindern, sowie 18 Alleinerziehende und 3 Wohngemeinschaften. In 27 Haushalten lebten ausschließlich Senioren und in 102 Haushaltungen lebten keine Senioren.
Religionszugehörigkeit
| • 1885: | 229 evangelische (= 100 %) Einwohner                               |
| • 1961: | 250 evangelische (= 84,75 %), 44 katholische (= 14,92 %) Einwohner |

## Politik
Ortsvorsteher ist nach der Kommunalwahl in Hessen 2021 Kai Schmidt.

## Vereine
Auf Ortsebene bestehen die Vereine Gesangverein „Liederkranz“ Bermbach, Kur- und Verkehrsverein Bermbach, seit 1933 Freiwillige Feuerwehr Bermbach e. V. (einschl. Jugendfeuerwehr, seit 15. Mai 1976 und Kinderfeuerwehr seit 1. September 2003) und Rasensportverein Bermbach 1925 e. V.

## Infrastruktur
Bermbach liegt unweit der Bundesstraße 456, die von Weilburg kommend nach Usingen führt, und an der L 3451, die von Braunfels kommend nach Weinbach führt. Außerdem endet hier die K 428 aus Philippstein. Hauptstraße des Ortes ist die K 420, die in Bermbach als Zum Grauenstein geführt wird und bis nach Ernsthausen verläuft.
Im Dorf sorgt die im Jahr 1933 gegründete Freiwillige Feuerwehr Bermbach für den abwehrenden Brandschutz und die allgemeine Hilfe. Es existieren ein eigenes Bürgerhaus, auch ein kleines Freibad, das 1960 in Eigenarbeit errichtet wurde. Die Freiwillige Feuerwehr Bermbach wurde im September 2008 vom Hessischen Ministerium des Innern und für Sport als Feuerwehr des Monats ausgezeichnet.